# S.P.Y.S.
S.P.Y.S. (S*P*Y*S) è un film del 1974 di Irvin Kershner, con Elliott Gould e Donald Sutherland, alla loro terza collaborazione dopo M*A*S*H e Piccoli omicidi.

## Trama
Griff e Bruland sono due squinternati agenti della CIA impegnati in folli ed improbabili missioni in Europa, durante la guerra fredda. Prima tentano di far fuggire un ginnasta sovietico, poi cercano di entrare in possesso di una grossa somma di denaro, tentando di ingannare sia i propri capi che una banda di anarchici incapaci.